# 银荆
银荆（学名：Acacia dealbata）为豆科金合欢属下的一个种。银荆源自澳大利亚南方，在黑海地区的克里米亚和俄罗斯西南，以及葡萄牙、希腊等地的丘陵地带归化。

## 扩展阅读
- 維基物種上的相關：银荆